# André Bosson
André Bosson est un footballeur suisse né le 23 août 1941 à Genève et mort le 23 avril 2025.

## Carrière

### En club
- 1960-1965 Servette FC
- 1966-1969 FC Sion
- 1967-1969 FC Lausanne-Sport
- 1969-1973 Servette FC

### En sélection
- 4 sélections, 1 but en équipe de Suisse.
- Première sélection : Suisse  – Norvège 0-2, le 3 novembre 1963 à Zurich
- Dernière sélection : Turquie – Suisse  3-0, le 24 septembre 1969 à Istanbul

## Palmarès
- 1961 Champion suisse avec Servette FC
- 1962 Champion suisse avec Servette FC
- 1971 Coupe de suisse avec Servette FC